# 9486 Utemorrah
9486 Utemorrah eller 6130 P-L är en asteroid i huvudbältet som upptäcktes den 24 september 1960 av den nederländsk-amerikanske astronomen Tom Gehrels och det nederländska astronomparet Ingrid van Houten-Groeneveld och Cornelis Johannes van Houten vid Palomarobservatoriet. Den är uppkallad efter poeten Daisy Utemorrah.
Asteroiden har en diameter på ungefär 5 kilometer.